# Colisión de trenes en Marşandiz de 2018
La Colisión de trenes en Marşandiz de 2018 hace referencia al accidente del 13 de diciembre de ese año en donde un tren de pasajeros de alta velocidad y una locomotora colisionaron cerca de Yenimahalle en la provincia de Ankara, Turquía. Tres vagones (vagones / autocares) del tren de pasajeros se descarrilaron en la colisión. Tres ingenieros ferroviarios y cinco pasajeros murieron en el lugar y 84 personas resultaron heridas. Otro pasajero herido murió más tarde, y 34 pasajeros, incluidos dos en estado crítico, fueron tratados en varios hospitales.

## Accidente
El tren de alta velocidad Ankara – Konya partió de la estación de trenes de alta velocidad de Ankara (turco: Ankara YHT Garı) con 206 pasajeros a bordo a las 06:30 hora local (03:30 UTC) el 13 de diciembre de 2018. Aproximadamente cuatro minutos más tarde, se produjo un choque frontal cuando el tren chocó con una locomotora que regresaba del servicio de inspección ferroviaria, justo antes de la estación de tren de Marşandiz, en el distrito de Yenimahalle, provincia de Ankara. El tren de alta velocidad viajaba hacia la estación Konya a una velocidad de línea de aproximadamente 80–90 km / h (50–56 mph). Tres de sus autos se descarrilaron, y una pasarela sobre la línea de ferrocarril se derrumbó en otros dos autos. Ocho personas, incluidos tres ingenieros ferroviarios, murieron en el sitio. Un ciudadano alemán estaba entre las víctimas. Se informaron 48 heridos inmediatamente después del incidente, aunque el total se actualizó posteriormente a 84. Los pasajeros heridos, tres de ellos en estado crítico, fueron llevados a varios hospitales en Ankara. Un pasajero herido murió después.

## Investigación
Los fiscales completaron la investigación inicial tomando las declaraciones de los tres funcionarios ferroviarios detenidos. El despachador declaró que "ordenó al conmutador que pusiera el tren de alta velocidad en la vía H1 ya que la locomotora estaba en la vía H2". Añadió que "el conmutador no confirmó su acción de cambiar de carril. Además, le dio instrucciones al ingeniero de la locomotora para que conduzca lentamente". Dijo que "el ingeniero del tren de alta velocidad, sin embargo, no lo reportó como si corriera en la pista H2, porque normalmente tenía que saber que tenía que pasar nueve interruptores de ferrocarril para pasar a la vía H1 desde el pista 1". Concluyó que "el accidente ocurrió por falta de comunicación". El conmutador dio la declaración de que "recibió la orden y configuró el interruptor eléctrico del ferrocarril presionando el botón correspondiente en el tablero. Sin embargo, no podía recordar si había confirmado su acción de cambio. Agregó que" no recibió cualquier entrenamiento en manejo de la placa, que se usó cuatro días antes de controlar el interruptor del ferrocarril eléctrico ". Acusó a sus superiores diciendo que" a pesar de que sabían que no estaba entrenado, fue asignado al turno de noche ". El fiscal envió El personal acusado al tribunal penal de turno, que dictaminó su arresto.